# Leucochrysa (Nodita) compar
Leucochrysa (Nodita) compar is een insect uit de familie van de gaasvliegen (Chrysopidae), die tot de orde netvleugeligen (Neuroptera) behoort. 
Leucochrysa (Nodita) compar is voor het eerst wetenschappelijk beschreven door Navás in 1921.